# 서바이벌 독서 퀴즈왕
《서바이벌 독서 퀴즈왕》은 2007년에 방송되었던 SBS의 초등학생 어린이를 대상으로 하는 책읽기 퀴즈 프로그램이다. 어린이가 아빠, 엄마와 함께 한팀을 이루어 출전해서 독서 관련 퀴즈를 풀며 왕중왕에 도전한다. 부모와 아이가 한팀이 되어 총 9팀이 출전하며 4주간 독서 퀴즈 대결을 벌여 월말 장원을 가리는 형식으로 진행된다

## 출연자

### 방송 진행
- 최기환